# Walther LG300
Walther LG300 - Спортивная пневматическая винтовка созданная немецкой фирмой Carl Walther GmbH Sportwaffen в 1997 году. Walther LG300 представляет собой предварительно заряженную пневматическую (PCP) винтовку, предназначенную для стрельбы с 10 метров.

## Именитые спортсмены
Россияне: Артем Хаджибеков, Любовь Галкина и Татьяна Голдобина
Индийцы: Абхинав Биндра и Гаган Наранг
Голландец Дик Бошман
Венгр Петер Зиди